# Stora Snårlidtjärnen
Stora Snårlidtjärnen är en sjö i Älvsbyns kommun i Norrbotten och ingår i Piteälvens huvudavrinningsområde. Sjön har en area på 0,0691 kvadratkilometer och ligger 225,1 meter över havet.

## Delavrinningsområde
Stora Snårlidtjärnen ingår i det delavrinningsområde (731325-171890) som SMHI kallar för Mynnar i Piteälvens vattendragsyta. Medelhöjden är 182 meter över havet och ytan är 32,99 kvadratkilometer. Räknas de 2 avrinningsområdena uppströms in blir den ackumulerade arean 81,91 kvadratkilometer. Nedre Pansikån som avvattnar avrinningsområdet har biflödesordning 2, vilket innebär att vattnet flödar genom totalt 2 vattendrag innan det når havet efter 72 kilometer. Avrinningsområdet består mestadels av skog (71 procent). Avrinningsområdet har 0,07 kvadratkilometer vattenytor vilket ger det en sjöprocent på 0,2 procent.